# Maria das Graças
Maria das Graças (anhörenⓘ * 24. August 1955 in Ouro Preto, Minas Gerais) ist eine brasilianische Schauspielerin. Das Graças debütierte 1963 in dem französischen Kurzfilm La bonne route von Jean Bélanger, danach spielte sie viele Rollen in brasilianischen Filmen und im Fernsehen. Bekannt wurde sie durch die Rolle der Santa in der Telenovela Die Sklavin Isaura, die ihr auch international Aufmerksamkeit bescherte. Maria das Graças blieb vorwiegend dem TV treu und spielte dort langfristig angelegte Dauerrollen in beliebten brasilianischen Telenovelas und Serien wie A Deusa Negra (1978), Caixa Alta (1989) Isto É o Agildo (1995) oder A Grande Aposta (1997–1998), seit 2008 spielt sie in der Serie Podia Acabar o Mundo die Nazaré.